# 中西茂
中西 茂（なかにし しげる、1953年〈昭和28年〉5月1日 - ）は、日本の政治家。鹿児島県鹿屋市長（3期）。

## 来歴
鹿児島県鹿屋市出身。1972年（昭和47年）3月、鹿児島県立鹿屋高等学校卒業。1976年（昭和51年）3月、九州大学経済学部卒業。同年4月、鹿児島県庁へ入庁。2011年（平成23年）4月、同庁の農政部長に就任。
2013年（平成25年）8月9日、翌年の鹿屋市長選挙への立候補を視野に入れ、鹿児島県庁を退職。
2014年（平成26年）1月19日に行われた鹿屋市長選挙に無所属で出馬。自由民主党の推薦を受けた現職の嶋田芳博市長との一騎討ちを制し初当選した。2月5日、市長就任。選挙の結果は以下のとおり。
※当日有権者数：83,349人 最終投票率：52.64%（前回比：-4.1pts）
| 候補者名 | 年齢 | 所属党派 | 新旧別 | 得票数   | 得票率 | 推薦・支持         |
| -------- | ---- | -------- | ------ | -------- | ------ | ------------------ |
| 中西茂   | 60   | 無所属   | 新     | 25,157票 | 57.71% |                    |
| 嶋田芳博 | 65   | 無所属   | 現     | 18,432票 | 42.29% | （推薦）自由民主党 |

2018年（平成30年）、無投票により再選。
2022年（令和4年）1月23日投開票の市長選挙で3選。
※当日有権者数：81,894人 最終投票率：35.40%（前回比：-17.24pts）
| 候補者名 | 年齢 | 所属党派 | 新旧別 | 得票数   | 得票率 | 推薦・支持 |
| -------- | ---- | -------- | ------ | -------- | ------ | ---------- |
| 中西茂   | 68   | 無所属   | 現     | 18,411票 | 64.42% |            |
| 本田仁   | 73   | 無所属   | 新     | 10,169票 | 35.58% |            |

## 市政
DHCとの協定解消
2018年（平成30年）、鹿屋市は、健康づくり事業の推進等のためDHCと包括連携協定を締結した。
その後、DHCは2020年（令和2年）11月、吉田嘉明会長名で競合他社について「CMに起用されているタレントはどういうわけかほぼ全員がコリアン系の日本人」と公式ウェブサイトに記載。2021年（令和3年）4月9日、DHCはさらに吉田の差別発言を掲載。吉田は「NHKは幹部・アナウンサー・社員のほとんどがコリアン系」「NHKは日本の敵」と述べた。
2021年（令和3年）5月下旬、鹿屋市は、DHCに同月末付で協定を解約する通知書を郵送した。

## 批判を浴びた発言
- 2024年4月23日、太平洋上で同月20日に墜落した海上自衛隊の哨戒ヘリコプター「SH-60K」の同型機の写真が掲載された記念切手シートを贈呈された際、「事故後、すぐの写真だから値打ちがあるのでは」などと発言した。切手シートは、日本郵便が海自鹿屋航空基地の基地開放や開隊70周年を記念して作成したもの[9]。その後、中西は一部の報道機関からの指摘で不適切な発言と認識。発言を撤回し「多くの皆さまに不快な思いをさせた。おわび申し上げる」とのコメントを出した[10]。